# Nat Hlaung Kyaung

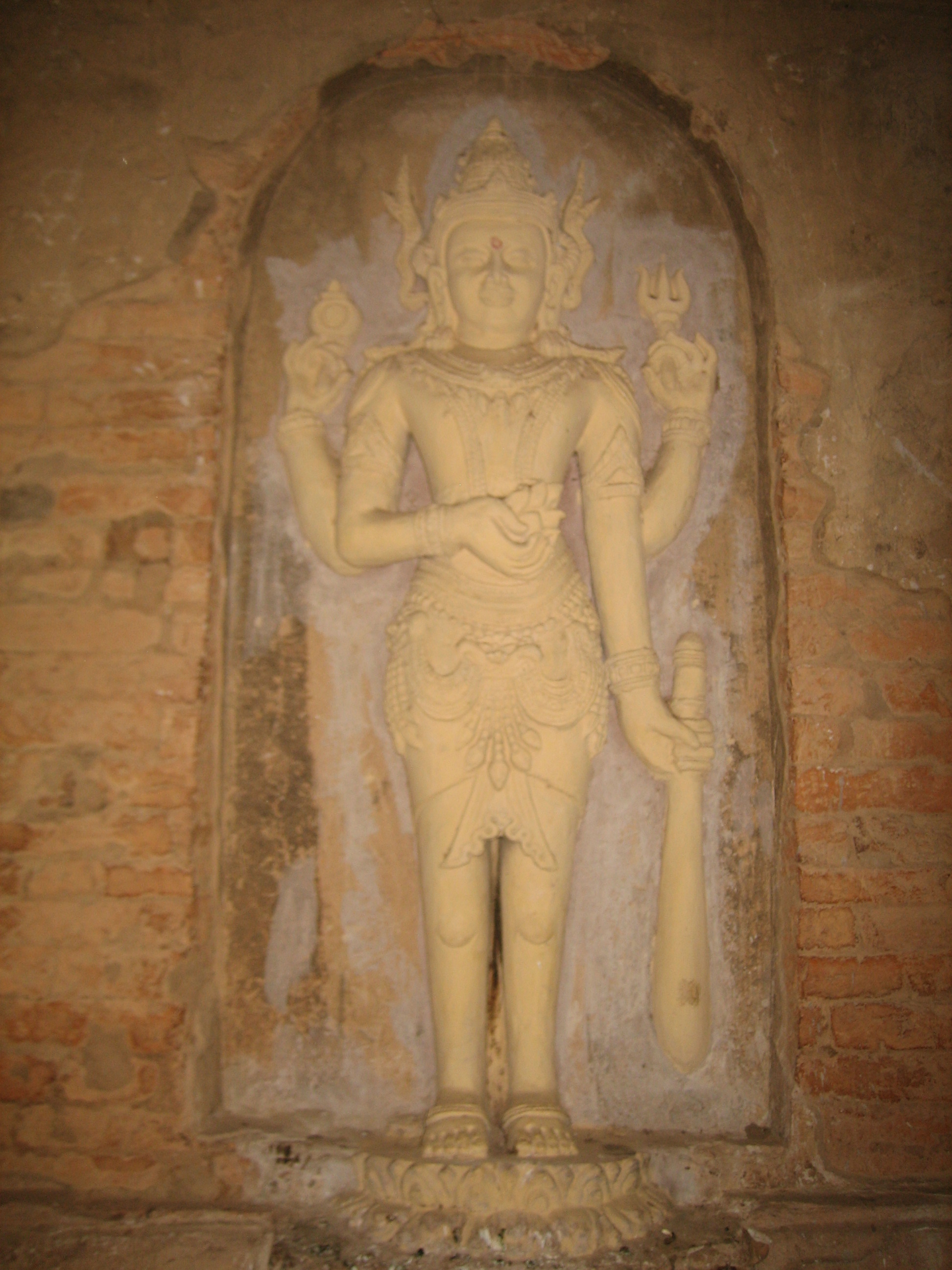
Réfection récente d'une des statues de Vishnou du temple.

Le Nat Hlaung Kyaung (birman နတ္‌လ္ဟောင္‌က္ယောင္‌း ; API : /naʔl̥aʊ̀n ʧáʊn/ ; littéralement "sanctuaire abritant les esprits") est un temple hindouiste consacré à Vishnou, situé à Bagan, au Myanmar. Il se trouve à l'Ouest du Thatbyinnyu, et constitue le dernier temple hindouiste du site.
C'est aussi un des plus anciens, élevé, selon les historiens, par les rois Nyaung-U Sawrahan (Taungthugyi, †964), ou Anawratha (†1077). Il aurait été construit pour des indiens résidant en Birmanie, notamment des marchands et des brahmanes au service de la noblesse locale.
Il est de plan carré, de petite taille et assez dégradé. Son pilier central était décoré de 4 grandes statues de Vishnou en brique stuquée.  À l'extérieur se trouvaient des statues des avatars du dieu, abritées dans des niches ; il n'en reste que sept aujourd'hui.